# Jessé Aguiar
Jessé Aguiar Ribeiro (Goiânia, 22 de fevereiro de 2002), conhecido apenas como Jessé Aguiar, é um cantor, compositor e instrumentista brasileiro. Também exerce outras ocupações de roteirista, ator e diretor. Tornou-se conhecido nacionalmente na música cristã contemporânea, gravando grandes sucessos de sua autoria, que o fez se destacar no cenário evangélico.

## Biografia
Jessé Aguiar Ribeiro nasceu em 22 de fevereiro de 2002 em Goiânia, o mesmo foi nascido e criado em lar evangélico, começou a cantar desde a sua infância, aos 4 anos de idade, na igreja onde o mesmo e sua família congregava, dando assim, início ao seu ministério, cantando músicas de grandes cantores do cenário gospel como: Cassiane, Damares e Lauriete.
Na sua adolescência, com 14 anos de idade, Jessé, começou a participar de grandes eventos, se integrando cada vez mais no ambiente musical, apresentando-se em congressos, aberturas em shows, e grandes reuniões, na sua cidade local, Goiânia, capital do estado de Goiás. Aos 16 anos, escreveu a sua primeira composição "Tua Glória", gravada pelos estúdios Cromos Music em um concurso musical.
Em 2021, assinou contrato com a gravadora Todah Music, lançando o single "Alívio", que foi Top Viral do Spotify, sendo a décima canção mais ouvida e uma das mais pesquisadas no Google em 2021.
A canção também foi cantada pela dupla sertaneja Maiara & Maraisa durante o velório da cantora Marília Mendonça em novembro de 2021. Jessé também compôs diversas músicas de sucesso, como "Existe Vida Aí" e "Eu Não Desisto", cujas canções também o projetaram nacionalmente. O portal Super Gospel fez uma retrospectiva do ano de 2021 com as melhores do ano de música cristã e o cantor foi eleito por diversos jornalistas nas categorias Revelação do Ano e Melhor Canção.
Em 28 de fevereiro de 2023, Jessé deixa a gravadora Todah Music. A nota oficial da saída do cantor, foi publicado no perfil oficial do Instagram da gravadora e repostado pelo artista. Em um video publicado, Jessé disse que não faz mais parte do cenário gospel.
Em 2024, Jessé anuncia seu retorno ao cenário gospel. O cantor foi recebido em sua igreja Assembleia de Deus ministério Balneário.

## Websérie
Em 2023, Jessé entra para o audiovisual, no qual criou, dirigiu e roteirizou a websérie "Raul". O enredo da série, conta a vida de Raul (Jessé Aguiar), um jovem gay e cristão que enfrenta os desafios inerentes a essa dualidade do século 21. A série teve 5 episódios e foi disponibilizada na plataforma do YouTube.

## Vida pessoal
Em 2023, Jessé revelou ser homossexual através de suas redes sociais.

## Discografia
- Alívio (EP)[19]
- Acústico Volume 1 [20]
- Acústico Volume 2 [21]
- Acústico Volume 3 [carece de fontes?]
- Todah Colors Volume 1 [22]
- Não Sou De Me Entregar (EP) [23]

### Singles
- "Alívio"[24]
- "Eu Não Desisto"[25]
- "Você Consegue Sim"[26]
- "Calmaria"[27]
- "Paz da minha alma"[28]
- "A Reforma"[29]
- "Deixa a Lágrima Descer (Ao vivo)" [30]
- "Cansei"[31]

## Prêmios e indicações
O artista foi indicado em 8 categorias do Troféu Gerando Salvação 2021: Artista Revelação, Videoclipe (2 vezes), Cover do Ano, Música do Ano (2 vezes) e Cantor do Ano. O mesmo venceu em quatro delas, sendo que na categoria "Feat do Ano" mesmo tendo perdido, a criação da canção vencedora Dias de Guerra gravada pelas cantoras Valesca Mayssa e Stella Laura também foi feita por ele.
Em 2022, no Deezer Gospel Day que é o segundo maior festival de premiação para o gênero, Jessé foi indicado em quatro categorias, ganhando em todas elas.
Em 2023, na edição 2022 do Troféu Gerando Salvação, foi indicado em 9 categorias do evento: Música do Ano (2 vezes), Cantor do Ano, Feat do Ano (2 vezes), Videoclipe (3 vezes) e Cover do Ano. No entanto, só venceu em apenas 1.